# 1971年のテレビ (日本)
1971年のテレビ（1971ねんのテレビ）では、1971年（昭和46年）の日本におけるテレビジョン放送全般の動向についてまとめる。

## 主なできごと
4月16日に群馬テレビ、5月1日に千葉テレビ放送がそれぞれ開局。
2局共、ネット系列を持たない独立UHF局として開局。
全面カラー化への動き
- NHK教育テレビを除き、キー局のテレビ番組のほとんどがカラー放送となる。地方局のローカル番組・設備等も相次いでカラー化が進む。
- 10月10日、NHK総合テレビの全国放送が全時間に於いてカラー化（一部例外を除く）[1][2]。

　NHKは新年度に入る4月から、総合テレビでは後述の番組を除き全面カラー放送となり、1日当り5時間40分もカラー時間増を実施。教育テレビでは、小学校向けの学校放送番組を中心にカラー化を促進した。
　その後総合テレビは、10月の改編期迄には、全ての地方局がカラーフィルムによるニュース取材を開始し、ニュース番組内の素材まで全面カラー化。10月3日には名古屋放送局制作の『中学生群像』がカラー化。10月改編期（この年は10月4日開始）になると、それまで随時カラー放送だった帯番組『明るい農村』、『婦人百科』が漸く毎回カラー化、そして10月10日には、今迄毎回モノクロ放送だった『日本ところどころ』が漸く毎回カラー放送となり、更に同日には4月から随時カラー放送となった『NHKのど自慢』も毎回カラーになったのを最後に、同テレビの全国放送番組の全面カラー化を完了した。
- 平日の朝・昼の帯番組（再放送を除く）のカラー化が一気に進む。

　既存番組では、正月からNET系『桂小金治アフタヌーンショー』が毎回カラーになったのを皮切りに、日本テレビ系『金原二郎ショー』が年初めの回から、TBS系『愛の劇場』が年始から始まった同第13作『氷点』からカラー化。春には、NHK総合『スタジオ102』『みんなのうた』『女性手帳』、日本テレビ系『お昼のワイドショー』、TBS系『ポーラテレビ小説』（第6作『お登勢』から）、フジテレビ系『ママとあそぼう!ピンポンパン』等がカラー化。
- 日本テレビ系『ミユキ野球教室』、NET『土曜ショー』『題名のない音楽会』、サンテレビ『サンテレビボックス席』等もこの年にカラー化された。
- 新聞の番組表のカラー表記がなくなり始める。
  - 朝日新聞東京版のテレビ番組表欄では、10月1日からNHK総合テレビの番組表の部分の最初に「【全部カラー放送】」の表記の後に番組表が始まる記述となった。同テレビ以外では、「カラー」の表記が引き続き行われている（翌年3月31日まで）。[6]
  - 読売新聞では10月3日、テレビ番組のほとんどがカラー放送になったのを受け、この日からテレビ欄の番組表でのカラー表記を無くした代わりに、モノクロ番組に「☆」の表記を行う様になる[7]。

テレビ番組
- この年の2月1日（日本時間）に打ち上げられたアポロ14号に於いて、月面活動の模様が初めてカラーで中継される（後述）。
- 放送音楽プロデューサー連盟主催の音楽授賞イベント、『輝け!!日本歌謡大賞』のテレビ中継が開始。
- 朝日放送の『新婚さんいらっしゃい!』が放送開始。1975年のネットチェンジを経て、2025年7月現在も放送継続中の同社の看板番組となる。
- NHK教育の幼稚園・保育園向けの工作・教育番組『できるかな』で、4月の新年度から「ノッポさん」こと高見映（後の高見のっぽ）が登場。3年後に登場する2代目ゴン太くんと共に、番組の顔として親しまれる様になる。
- 局の看板となる、以下の番組が放送開始又は終了。
  - 開始
    - 日本テレビ:『TVジョッキー』、『ごちそうさま』、『スター誕生!』
    - TBS:『モーニングジャンボ』
    - フジテレビ:『ゴールデン洋画劇場』、『火曜ワイドスペシャル』
    - 朝日放送:『シャボン玉プレゼント』
    - 毎日放送:『仮面ライダー』（仮面ライダーシリーズ第1作）

  - 終了
    - TBS:『ザ・ガードマン』
    - 朝日放送:『てなもんやシリーズ』

視聴率
- TBSがこの年の年間視聴率で、ゴールデンタイム（19〜22時）において首位となる（1963年から9年連続）。
- NET（後のテレビ朝日）が同じくこの年の年間視聴率で、全日帯（6〜24時）において在京民放局で首位となる（1969年から3年連続）。[注 1]

## 番組関係のできごと
1月
- 1～3日 - NHK総合、正月の長時間討論番組『70年代の選択』を、3日間に渡って放送。1日は「成長と福祉」、2日は「新段階の日中関係」、3日は「岐路に立つ防衛」を各回2時間ずつ放送した。[1][8]
- 3日
  - NHK大河ドラマ『春の坂道』放送開始（ - 12月26日）。[1][9][10]
  - NET系、毎週日曜日の夕方に放送している『朝日新聞テレビ夕刊』がこの日にカラー化した[10]のを最後に、NETの全ニュース番組のカラー放送化が完了。
- 1月5日 - NET、三船プロダクションと共同制作のドラマ『大忠臣蔵』開始。主演は三船敏郎。巨額の製作費を投入、1年間続く「民放の大河ドラマ」と言われた（ - 12月28日）。
- 10日 - 日本テレビ系の日曜昼枠で公開バラエティ番組『TVジョッキー』放送開始。「奇人・変人」などの企画が人気を集めた（ - 1982年12月26日）。
- 11日 - 日本テレビ系の平日昼枠で、高島忠夫・寿美花代夫妻の司会による料理番組『ごちそうさま』放送開始（味の素一社提供）[1]。1998年3月31日まで27年余続く長寿番組となった。
- 30日 - フジテレビで、1月24日に日本武道館で行われたザ・タイガースの解散コンサート「ザ・タイガース・ビューティフル・コンサート」の模様を放送。
- 31日
  - 朝日放送[注 2]・TBS系の日曜昼枠でトークバラエティ番組『新婚さんいらっしゃい!』放送開始（2025年7月現在も継続中[注 3]）[1]。初代司会は月亭可朝が務めた[注 4]。可朝降板後は後述の桂三枝が長年にわたり司会を務めた後、2022年4月より司会を藤井隆へ引き継いでいる。
  - フジテレビ系、報道番組『日本の道、アジアの道』で4回に渡り「中国問題」を特集。[1]

2月
- 1日～10日（日本時間） - NHK総合で、アポロ14号の打ち上げから月面活動を経て着水までの模様を、特別番組やニュース等にて放送。ここで、月面活動の模様が初めてカラーで中継される。[11]
- 2日 - NHK総合、『NHK特派員報告』にて、この日から4週に渡り「市民と住宅」を放送。日本の大都市で住宅の購入が困難な状況を受け、他国と比較して今後のこの問題の展望等を考えていく内容。[1][12]
- 9日 - NHK総合、「札幌国際冬季スポーツ大会」の男子滑降競技に於いて、同競技で初めて全コースにてカラー中継を行う。[1][13]
- 21日 - 日本テレビ系で森田健作主演の学園ドラマ『おれは男だ!』（松竹制作）が放送開始（ - 1972年2月13日）。
- 28日 - 朝日放送・TBS系の"香川登志緒脚本・藤田まこと主演"による上方コメディ『てなもんや二刀流』がこの日終了、これにより1962年5月開始の『てなもんや三度笠』以来9年弱続いた『てなもんやシリーズ』が終了。そして翌3月7日より、同じ「香川・藤田」コンビによる現代コメディ『スコッチョ大旅行』（ - 9月26日）を開始するが、わずか7ヶ月で終了し、ここに事実上「香川・藤田」路線は終了した。

3月
- 25日 - フジテレビ系で野球バラエティ番組『オールスター夢の球宴』を『テレビグランドスペシャル』枠（第2期）で放送（選手宣誓：坂本九、始球式：大空真弓）。翌1972年からは後述の『火曜ワイドスペシャル』に移動し、1978年3月まで続いて一旦中断[注 5]、その後1981年3月より再開し、1995年まで継続する。
- 27日 - TBS系で1969年10月4日に放送開始したザ・ドリフターズの公開バラエティ番組『8時だョ!全員集合』がこの日の放送をもって半年間休止（後述の『日曜日だョ!～』放送にともなう）[14]。
- 29日 - 春の改変期に伴いこの日から、日本テレビ系『お昼のワイドショー』と、TBS系のポーラテレビ小説（この日から放送を開始した第6作『お登勢』）の2つの平日昼間の帯番組が共にカラー化。[15]

4月
- 2日
  - TBS系金曜19時枠、円谷プロ制作の特撮シリーズウルトラシリーズが2年半ぶりに本格再開[注 6]、その1作目となる『帰ってきたウルトラマン』が放映開始（全51話、- 1972年3月31日）。
  - フジテレビ系金曜21〜22時枠で映画番組『ゴールデン洋画劇場』が放送開始。その後1981年より土曜日へ移動、以後『ゴールデンシアター』→『プレミアムステージ』と2度の改題・リニューアルを経て、2024年現在も放送中の『土曜プレミアム』へと継承。
- 3日
  - TBS系土曜20時枠、休止中の『8時だョ!全員集合』のピンチヒッターとして、ハナ肇とクレイジーキャッツをメインにした『8時だョ!出発進行』を放送開始（ - 9月25日）[14]。
  - 毎日放送・NET（後のテレビ朝日）系土曜19時30分枠で、石ノ森章太郎原作の特撮ヒーロードラマ『仮面ライダー』放映開始（全98話、- 1973年2月10日）[1]。2025年現在も続く仮面ライダーシリーズ[注 7] の第1作。なお主演の「仮面ライダー1号・本郷猛」役の藤岡弘が収録中のバイク事故により第13話「トカゲロンと怪人大軍団」（6月26日放送）で一時降板（1972年4月より主役復帰）。
  - 四国放送（JOJR〈後のJRT〉、徳島県・日本テレビ系）で朝のローカル情報番組『おはようとくしま』が放送開始。朝のローカル番組としては2011年3月31日[注 8] まで40年の長きにわたり放送されてきた。
- 4日 - 日本テレビ系日曜19時枠で、ザ・ドリフターズのバラエティ番組『日曜日だョ!ドリフターズ!!』を放送開始（ - 10月17日）[14]。
- 5日
  - NHKが新年度編成を開始。
    - 総合テレビでは、連続テレビ小説『繭子ひとり』が放送開始（ - 1972年3月31日）。[1]

  - TBS系で平日6時50分から10時までの3時間10分の報道・情報・ワイドショー番組『モーニングジャンボ』放送開始（ - 1984年4月）。[1]
  - NET系で平日深夜にワイドショー番組『23時ショー』放送開始（ - 1973年）。[1]
- 6日 - フジテレビ系火曜20時 - 21時26分枠で単発特別番組枠『火曜ワイドスペシャル』が放送開始。同年9月28日で一旦終了するが、翌1972年4月4日より同枠で再開、その後枠縮小（21時25分→21時24分終了）や、1981年10月からの30分繰上げ（19時30分〜20時54分）と変遷を繰り返し、1997年9月23日まで継続。この間、『ドリフ大爆笑』・『オールスター紅白大運動会』・『オールスター水泳大会』（夏は『紅白水泳大会』、冬は『寒中水泳大会』）・『ものまね王座決定戦』などといった名物企画が誕生する。なお番組はその後復活を繰り返し、2004年4月13日開始の『カスペ!』（19時00分〜20時54分）となり、2015年3月まで続く。
- 7日 - NHK教育、幼稚園・保育園向けの工作・教育番組『できるかな』が、この日の年度初の放送「大きいボール・小さいボール」からリニューアルされ、「ノッポさん」こと高見映（後の高見のっぽ）とゴン太くんのペアが出演、女性が裏で語りかけるスタイルになる[16][17]。「ノッポさん」こと高見は、『なにしてあそぼう』（1966年4月12日 - 1970年3月28日）以来の出演。初代ゴン太くんは1973年度まで活躍（毎回作る物に合わせて名前が変わっている）、1974年度から2代目のゴン太くんが登場して番組のスタイルが定着する。ちなみにノッポさんは、番組内では1990年3月9日放送の最終回以外は全く声を出さないスタイルで放送され続けた。
- 20日 - 兵庫県の独立局サンテレビがこの日、同年3月にカラー中継車を導入したのを受け、同局の看板番組『サンテレビボックス席』のこの年最初の放送（阪神甲子園球場での「阪神タイガース 対 ヤクルトスワローズ」戦）から、同番組のカラー放送を開始。[18]

6月
- 6日 - 朝日放送・TBS系（当時）『新婚さんいらっしゃい!』の司会者に桂三枝（後の六代 桂文枝）がこの日の放送から就任。後年、三枝（文枝）は2015年に「同一司会者によるトーク番組の最長放送」としてギネス世界記録に認定[19]、2022年3月に司会を卒業する[20] まで51年もの長きに亘り番組の顔として親しまれた。
- 12日 - TBSでスポーツバラエティ番組『歌謡スター紅白大運動会』を14:30 - 15:56枠で放送。先述の『オールスター紅白大運動会』と同じ芸能人対抗運動会で、日本コロムビア所属歌手と日本ビクター所属歌手が戦うというもの。翌1972年には9月23日に『第2回オールスター紅白大運動会』（フジ版と全く同じ）として放送した後、1974年1月3日から『新春オールスター大運動会』として正月番組に変更、出場レコード会社を6→8→10社と増やしながら1987年まで放送する（1987年は紅白対抗に変更）。なお収録場所はこの回のみ日本武道館で、次回から東京体育館となる。
- 17日 - NHK総合、この日行われた「沖縄返還協定調印式」の模様を特別番組として放送。東京・首相官邸とワシントンの国務省で同時に行われた調印式の模様を衛星中継で放送する。[注 9][1][21]

7月
- 3日 - 毎日放送・NET系『仮面ライダー』、この日放送の第14話「魔人サボテグロン」より、主演の藤岡弘の負傷による代役として佐々木剛が急遽登板、「仮面ライダー2号・一文字隼人」編がスタート。佐々木は一躍人気となり、1972年3月まで主演を務めた。
- 5日 - 朝日放送・TBS系の平日昼枠（13:00 - 13:15[注 10]）[注 11]牛乳石鹸共進社一社提供[注 12] の音楽バラエティ番組『シャボン玉プレゼント』放送開始。司会は漫才師の西川きよしで、後に妻の西川ヘレン、海原千里・万里（千里は後の上沼恵美子）とのパートナーを経て、1977年から横山やすしとのコンビ（やすきよ）となった（ - 1986年3月28日）。
- 30日 - この日の14時05分頃、岩手県岩手郡雫石町付近の上空で全日本空輸旅客機と航空自衛隊訓練機による空中衝突事故（全日空機雫石衝突事故）が発生。テレビ各局は通常番組を休止し報道特別番組を放送した。

8月
- 6日 - TBS系『帰ってきたウルトラマン』、この日放送の第18話「ウルトラセブン参上!」（本来7月30日放送予定が、前述の航空事故の報道特番により休止）のメインタイトル部で、主役「郷秀樹」役の団次郎（後の団時朗）によるナレーションで、前週休止の御詫びのコメントが添えられた。

9月
- 10日 - TBS系『帰ってきたウルトラマン』のMAT隊長役が、4月の放送開始当初から前週放送の第22話「この怪獣は俺が殺る」まで出演した「加藤勝一郎」役の塚本信夫に替わり、この日放送の第23話「暗黒怪獣星を吐け!」より「伊吹竜」役の根上淳が登板。根上は最終回まで出演した。
- 25日 - よみうりテレビ・日本テレビ系土曜19時台前半で、赤塚不二夫原作のホームギャグアニメ『天才バカボン』（第1作）が放送開始（ - 1972年6月24日）。
- 27日 - フジテレビ系月曜20時台前半で放送されていたロート製薬一社提供番組『万国びっくりショー』がこの日、直後の月曜20時台後半で放送されていた『世界の秘密』と「統合」という形で、4年弱の幕を降ろす。

10月
- 1日 - フジテレビ系の子供番組『みんなであそぼう!ピンポンパン』の「お姉さん」役が、1966年10月3日の放送開始以来続けた渡辺直子から、石毛恭子に交代した（両名とも当時フジテレビのアナウンサー）。そして3日後の10月4日より、タイトルを1年半ぶりに『ママとあそぼう!ピンポンパン』に復帰、そして番組セットも「野原」をイメージしたお馴染みのセットに変更、マイナーチェンジを続けながら1982年3月31日放送の最終回まで使用された。
- 2日 - TBS系『8時だョ!全員集合』が半年間の休止期間を終え、この日より放送再開。1985年9月28日まで続く人気番組となる[14]。
- 3日 - 日本テレビ系でタレントオーディション番組『スター誕生!』放送開始[1]。花の中三トリオ（森昌子・桜田淳子・山口百恵）やピンク・レディーなどの人気歌手を輩出。初代司会者は萩本欽一（コント55号）[注 13]（ - 1983年9月25日）。
- 10日 - NHK総合、『日本ところどころ』と『NHKのど自慢』がこの日から毎回カラー化。これで、NHK総合テレビの全国放送の全番組がカラー放送となる（一部例外を除く）[1]。
- 24日 - よみうりテレビ・日本テレビ系日曜19時台後半でモンキー・パンチ原作のテレビアニメ『ルパン三世（第1作）』が放送開始（ - 1972年3月）。ルパンの声を担当した山田康雄は1995年3月に死去するまで務めた（2025年現在は栗田貫一が務めている）。
- 25日 - NHK総合、『午後7時のニュース』の全国放送の部分に於いて、音声多重実験放送の2か国語放送（副音声は英語）を東京・大阪にて開始[1][22][23]（同実験放送終了の1973年12月9日まで[注 14][24][25]）。

11月
- 11日 - 放送音楽プロデューサー連盟主催の音楽授賞イベント『輝け!!日本歌謡大賞』のテレビ中継をこの年から開始。この日、東京・新宿の京王プラザホテルで行われた第2回授賞式の模様を東京12チャンネル（後のテレビ東京）で生中継。総合司会は前田武彦が務め、大賞は藤圭子の「圭子の夢は夜ひらく」が輝いた。以後毎年各局（フジテレビ・日本テレビ・NET→テレビ朝日・12ch→テレ東）持ち回りで放送、総合司会も1973年（第4回・日テレ系）から高島忠夫に交代（最終回まで21年間担当）、1993年の第24回（フジ系）まで23年間続く。

12月
- 5日 - フジテレビ系で円谷プロ制作の特撮ドラマ『ミラーマン』が放送開始（ - 1972年11月26日）。
- 24日 - TBS系ドラマ『ザ・ガードマン』（大映テレビ制作）がこの日放送の第350回をもって終了、6年9ヶ月にわたる歴史に幕。
- 31日
  - 『第22回NHK紅白歌合戦』放送、平均視聴率78.1%（前年比1.1%上昇。関東地区、ビデオリサーチ調べ）。
  - TBS系で『第13回日本レコード大賞』の模様を生中継。大賞は尾崎紀世彦の「また逢う日まで」。
  - 大晦日恒例の民放全局共同による特別番組『ゆく年くる年』（服部時計店（後のセイコーホールディングス）一社提供）、この年からフジテレビ系列も参加し、全民放83局共同による放送を開始。[1]
  - 毎日放送が、NET制作の深夜番組『23時ショー』のネットをこの日限りで打ち切り。

## その他テレビに関する話題
1月
- 1月19日 - TBS系列23社による「JNNネットワーク協議会」設立。[1]

2月
- 2月1日 - 東京12チャンネル、報道局新設。

4月
- 1日 - NHK大津放送局、滋賀県域テレビジョン放送開始。[1]
- 16日 - 関東地区初の独立UHF局、群馬テレビ（GTV）が開局。[1]

5月
- 1日 - 千葉テレビ放送（CTC、チバテレ）が開局。[1]
- 24日 - NHK神戸放送局、兵庫県域テレビジョン放送開始。[1]
- 31日 - NHK和歌山放送局、和歌山県域テレビジョン放送開始。[1]

10月
- 公正取引委員会の規則改正で「1人が1回の懸賞で得られる賞金・賞品の総額は100万円まで」となる。これにともない、フジテレビ系『赤白パネルマッチ』は8月で、日本テレビ系『巨泉まとめて百万円』（よみうりテレビ制作）・TBS系『夢の世界旅行 クイズジャンボ』と『3・3が9イズ』（朝日放送制作）は9月でそれぞれ終了、フジテレビ系『ズバリ!当てましょう（第1期）』は9月をもって「3週連続優勝チームは世界一周旅行獲得」のルールを廃止、NET系『クイズタイムショック』は「賞金100万円＋自動車（後にギリシャ旅行）」から「海外旅行を含む賞金賞品総額100万円」へ、TBS系『ベルトクイズQ&Q』は「賞金270万円」から「賞金100万円」へ、それぞれ変更した。その後上限は、1996年に「1000万円まで」に緩和され、2006年には撤廃される。
- 1日 - 前年の4月に開局した福島中央テレビ（FCT）が、これまでのフジテレビ系とNETテレビ系のクロスネットから、同局の筆頭株主である福島民友新聞社（読売新聞系）の方針で日本テレビ系とNET系のクロスネット局にネットチェンジ[注 15]。開局からわずか1年半でFCTからフジテレビ系の番組が姿を消す。これにともない日本テレビ系とTBS系のクロスネットだった福島テレビ（FTV）はTBS系とフジテレビ系のクロスネット局にネットチェンジ、同時にJNNにも加盟した[注 16]。
- 10日 - NHK総合、全国放送の番組が全てカラー化される（一部の例外を除く）。[1][2]

11月
- 5日 - NET、報道局を廃止。11月20日に朝日テレビニュース社と「報道番組等の制作に関する契約」を締結。朝日テレビニュース社にNET報道部員の出向を発令。これにともない朝日テレビニュース社は「NET朝日制作株式会社」（後のテレビ朝日映像）に。[1]
- 14日 - TBSが夜の時間帯（17時30分 - 翌〈深夜〉0時30分）を全面カラー化。[1]
- 23日 - 青森放送（RAB、日本テレビ系）と福井テレビ（ftb、フジテレビ系）が系列を超えた2元中継を実施。

12月
- 20日 - フジテレビなどフジサンケイグループが「ディノス」設立。テレビショッピング番組などで取り上げる商品の仕入れ、宣伝、販売を行う。[1]
- 23日 - 日本テレビがドキュメンタリーメインの製作プロダクション「日本映像記録センター」設立。社長に牛山純一が就任。[1]

## 開局
- 4月16日 - 群馬テレビ[1]
- 5月1日 - 千葉テレビ放送[1]

## 周年

### 番組
- 放送開始15周年
  - 『東芝日曜劇場』（TBS）
  - 『ゆく年くる年』（民放全局）
- 放送開始10周年
  - 『連続テレビ小説』（NHK総合）
  - 『みんなのうた』（NHK）
  - 『シャボン玉ホリデー』（日本テレビ）
  - 『健康増進時代』（日本テレビ）
  - 『特別機動捜査隊』（NETテレビ）
- 放送開始5周年
  - 『笑点』（日本テレビ）
  - 『すばらしい世界旅行』（日本テレビ）
  - 『ママとあそぼう!ピンポンパン』（フジテレビ）
  - 『銭形平次』（フジテレビ）
  - 『日曜洋画劇場』（NETテレビ）
  - 『ウルトラシリーズ』 (TBS)

### 開局・放送開始
- 1月8日 - NHK広島放送局教育テレビジョン放送開始10周年。
- 3月21日 - NHK福岡放送局テレビジョン放送開始15周年。
- 3月22日 - NHK仙台放送局、NHK広島放送局テレビジョン放送開始15周年。
- 4月1日 - NHK富山放送局教育テレビジョン放送開始10周年。
- 12月1日 - 中部日本放送、朝日放送（大阪テレビ放送として）テレビジョン放送開始15周年。
- 12月22日 - NHK札幌放送局テレビジョン放送開始15周年。

## 記念回
- 6月2日 - 特別機動捜査隊（NETテレビ）500回
- 12月24日 - ザ・ガードマン（TBS）350回 ※最終回

## 視聴率
（※関東地区、ビデオリサーチ調べ）

### 報道
1. カメラリポート（NHK総合、8月31日）48.8%
2. ニュース（NHK総合、7月31日 7:00-7:57）44.8%
3. ニュース（NHK総合、8月31日 8:30-8:45）44.5%
4. 第26回原爆慰霊平和祈念式典（NHK総合、8月6日）44.0%
5. 交通情報（NHK総合、5月20日 8:00-8:12）43.5%
6. ニュース（NHK総合、12月31日 20:55-21:00）42.2%
7. ニュース（NHK総合、5月14日 8:00-8:12）41.1%
8. 翌日開票を前に（NHK総合、6月28日）40.3%
9. フラッシュニュース（TBS、1月30日）38.6%
10. 千葉県・茨城県新知事にきく（NHK総合、4月12日）38.4%
11. ある日突然に（NHK総合、9月1日）38.3%
12. 天皇・皇后両陛下ヨーロッパへご出発（NHK総合、9月27日）38.1%

### スポーツ
1. プロボクシング世界Jライト級タイトルマッチ「小林弘×リカルド・アルレドンド」（日本テレビ、3月4日）40.7%

### バラエティー
1. 第22回NHK紅白歌合戦（NHK総合、12月31日）78.1%
2. 8時だョ!全員集合（TBS、1月23日・1月30日）50.4%
3. '71新春スターかくし芸大会（フジテレビ、1月1日）38.4%
4. 8時だョ!出発進行（TBS、4月3日）38.0%

### ドラマ
1. 連続テレビ小説 繭子ひとり（NHK総合、8月31日）55.0%
2. 連続テレビ小説 虹（NHK総合、4月1日）48.8%
3. ザ・ガードマン（TBS、1月8日）37.0%
4. 肝っ玉かあさん（TBS、5月6日）35.0%
5. 時間ですよ（TBS、12月29日）34.2%

## テレビ番組

### テレビドラマ

#### NHK
- 大河ドラマ 春の坂道
- 連続テレビ小説 繭子ひとり（出演：山口果林、石橋正次、佐々木剛 他）
- 銀河ドラマ（連続ドラマ）
  - ふとどき千万[26]
  - 炎の旅路（大阪局制作）[27]
  - 風の中の女[26]
  - ゼロの焦点（モノクロ）- 銀河ドラマ最後のモノクロ作品。[26]
  - 続・針千本[26]
  - 破れかぶれ[28]
  - からすなぜ泣くの[28]
  - わが町（大阪局制作）[28]
  - 満開の時[28]
  - 現代騎士道 - フィルム作品[28]
  - 負けるが勝ち（大阪局制作）[28]
  - どじょうの唄[28]
  - 八つ墓村[28]
  - ビゼーよ かえれ（大阪局制作）[28]
  - 夏の終り[28]
  - てんてこまい（大阪局制作）[28]
  - あほんだれ一代[28]
  - おゝい雲[28]
  - 藍の季節[28]
  - 挽歌[28]
  - 廃墟にて[28]
  - 長良川（名古屋局制作） - 銀河ドラマでは名古屋局初のカラー制作作品。[28]
  - なお子と五人の夫（大阪局制作）[28]
  - 港の詩[28]
- 天下御免（出演：山口崇、林隆三、津坂匡章（後の秋野太作）、坂本九 他）

#### 日本テレビ系
- 月曜スター劇場（新設）
  - つくし誰の子（主演：池内淳子）
- 水曜8時枠
  - おひかえあそばせ（出演：大坂志郎、岡田可愛、石立鉄男 他）
  - 気になる嫁さん（出演：榊原るみ、石立鉄男 他）
- トヨタ金曜劇場
  - どんとこい（出演：緒形拳、長山藍子 他）
  - 花は花よめ（出演：吉永小百合、児玉清 他）
- 土曜グランド劇場
  - 2丁目3番地（出演：浅丘ルリ子、石坂浩二 他）
  - 焼きたてのホカホカ（出演：中山千夏、丘みつ子、井川比佐志、津坂匡章、渡辺篤史 他）
  - 七つちがい（出演：若尾文子、布施明、杉浦直樹 他）
- おれは男だ!（主演：森田健作）
- ぼてじゃこ物語（よみうりテレビ制作。主演：三田佳子）

#### TBS系
- キイハンター（出演：丹波哲郎、千葉真一、野際陽子、谷隼人 他） ※1968年から
- ナショナル劇場
  - 大岡越前・第2部（主演：加藤剛、竹脇無我）
  - 水戸黄門・第3部（主演：東野英治郎）
- ポーラテレビ小説
  - お登勢（主演：音無美紀子。同作よりカラー化された）
  - ひまわりの道（主演：佐野厚子（後の佐野アツ子））
- 土曜22時枠（朝日放送制作）
  - 白雪姫と七人の悪党たち（主演：吉永小百合）
  - 天皇の世紀（第一部。第二部はドキュメンタリー番組）
  - お荷物小荷物・カムイ編
- 日曜20時枠
  - 日曜8時、笑っていただきます（主演：堺正章）
  - テレビはこれだ!ドラマが3つも（主演：堺正章）

#### フジテレビ系
- 平日13時30分（東海テレビ制作、モノクロ）
  - 蒼ざめた午後
  - 散りぬるを
  - 殉愛
  - 帰らざる雲
- 月曜20時
  - おにぎり母さん（主演：藤間紫）
- 火曜20時
  - おらんだ左近事件帖（主演：高橋英樹）
- 火曜21時
  - いじわるばあさん（ドラマ第2作）（主演：藤村有弘）
- 火曜22時（関西テレビ制作）
  - 愛と死の砂漠（出演：平幹二朗、香山美子） - 初の1時間作品。
  - 江戸巷談・花の日本橋
- 水曜ドラマシリーズ
  - おちゃの子さいさい（主演：新珠三千代）
  - どくとる親子奮闘記（主演：進藤英太郎）
- 水曜22時（関西テレビ制作）
  - 女人武蔵（主演：八千草薫）
  - 遠い夏の日（主演：田村高広）
- 木曜21時30分
  - 花嫁のれん（主演：和泉雅子）
  - おかしな夫婦（主演：渥美清、十朱幸代）
- 阪急ドラマシリーズ（関西テレビ制作）
  - ご苦労さん（主演：小山明子）
  - それゆけ結婚（主演：鳥居恵子）
- 土曜劇場
  - 春一番（第4シリーズ）（主演：京マチ子）
  - 舞妓はん（主演：柏木由紀子）
  - おゆきさん（主演：紀比呂子）
  - 夫婦ずし繁盛記（主演：星由里子、川崎敬三）
  - ボクの花嫁（主演：石坂浩二）
- 土曜22時
  - 浮世絵 女ねずみ小僧（第1シリーズ）（主演：小川真由美）
- 日曜20時
  - オレンジの季節（主演：松村達雄）
  - 一心太助（主演：杉良太郎）

#### NETテレビ系
- ナショナルゴールデン劇場
  - 鬼退治（主演：三田佳子）
  - レインボーシリーズ - 単発シリーズ。
  - 夜の学校（主演：浜美枝）
  - ちん・とん・しゃん（主演：若尾文子） - ここまで木曜22時枠。
  - 人生劇場（主演：石坂浩二） - ここから木曜21時枠。
- 女・おとこ（出演：萩本欽一 他） - 視聴者参加型生放送ドラマ。
- 人形佐七捕物帳
- 半七捕物帳

#### 東京12チャンネル
- ワン・ツウ・アタック!（出演：竜崎勝、大田黒久美 他）
- レッツ・ゴー・ミュンヘン!（出演：竜崎勝、大田黒久美 他）

### 子供向けドラマ

#### NHK
- わんぱく天使 (NHKのテレビドラマ)

#### TBS系
- すし屋のケンちゃん（主演：宮脇康之、佐久間まゆみ）
- 美しきチャレンジャー（出演：新藤恵美、森次浩司（後の森次晃嗣） 他）
- ガッツジュン（出演：藤間文彦 他）
- 刑事くん（主演：桜木健一）
- なんたって18歳!（主演：岡崎友紀）
- 美人はいかが？ （主演：奈良富士子）
- スコッチョ大旅行（朝日放送制作。主演：藤田まこと）

#### フジテレビ系
- レモンの天使（主演：吉沢京子）
- コートにかける青春（主演：紀比呂子、森川千恵子）

#### 東京12チャンネル
- ワンパク番外地

### テレビアニメ
- カバトット（フジテレビ）
- アンデルセン物語（フジテレビ）
- 珍豪ムチャ兵衛（モノクロ）（TBS）- 日本最後のモノクロアニメ作品。
- ゴルゴ13（TBS） - 深夜&スチールアニメ作品。
- アニメンタリー 決断（日本テレビ）
- さすらいの太陽（フジテレビ）
- 新オバケのQ太郎（日本テレビ）
- 天才バカボン（よみうりテレビ）
- 世界ものしり旅行（毎日放送）
- ふしぎなメルモ（朝日放送・TBS） - 朝日放送初のテレビアニメ。
- さるとびエッちゃん（NETテレビ）
- 国松さまのお通りだい（フジテレビ）
- アパッチ野球軍（NETテレビ）
- スカイヤーズ5（TBS）
- ゲゲゲの鬼太郎（フジテレビ）
- ルパン三世（よみうりテレビ）
- 原始少年リュウ（TBS）- 水木一郎が最初にアニメ主題歌を歌った。
- ガンとゴン　(秋田テレビ)
- まんがパンチ(東京12チャンネル)  - 海外作品。
  - 王とオデイ
  - 騎馬警官ダドリー・ドゥーライト
  - クロンダイク・キャット

- 電子鳥人Uバード（NETテレビ） - 同上。
- ドラドラ子猫とチャカチャカ娘（NETテレビ） - 同上。

### 特撮番組
- 宇宙猿人ゴリ→宇宙猿人ゴリ対スペクトルマン→スペクトルマン（フジテレビ）
  - 出演：成川哲夫、大平透、渡辺高光、小西まち子 他
- 帰ってきたウルトラマン（TBS）- 第2期ウルトラシリーズが開始。
  - 出演：団次郎、榊原るみ、岸田森、西田健 他
- 仮面ライダー（毎日放送・NET）- 仮面ライダーシリーズ第1作。
  - 出演：藤岡弘、小林昭二、佐々木剛、千葉治郎 他
- 好き! すき!! 魔女先生（朝日放送・TBS）
  - 出演：菊容子、牟田悌三、森本レオ、藤江喜幸、飯塚昭三 他
- シルバー仮面（TBS）
  - 出演：柴俊夫、亀石征一郎、篠田三郎、夏純子 他
- ミラーマン（フジテレビ）
  - 出演：石田信之、宇佐美淳也、工藤堅太郎、和崎俊哉 他

### 報道・情報番組
- 1億人の経済（NHK総合）
- CM博士の大冒険（日本テレビ）
- モーニングジャンボ（TBS）
- SBSテレビ夕刊（静岡放送）
- 山陽TVイブニングニュース（山陽放送）
- おはようとくしま（四国放送）
- イブニングKochi（テレビ高知）
- 千葉日報ニュース（千葉テレビ放送）

### バラエティ番組
- TVジョッキー（日本テレビ）
- 新婚さんいらっしゃい!（朝日放送・TBS→NET→テレビ朝日）
- マチャアキ・前武・始まるョ!（日本テレビ）
- 日曜日だョ!ドリフターズ!!（日本テレビ）
- ハッチャキ!!マチャアキ（日本テレビ）
- 特訓!グリグリ名人会（よみうりテレビ、日本テレビ）
- 8時だョ!出発進行（TBS）
- ドキドキ博覧会（TBS）
- スターはまかせろ!（TBS）
- やじうま寄席（日本テレビ）
- シャボン玉プレゼント（朝日放送・TBS→NET→テレビ朝日）
- ゲバゲバ一座のちょんまげ90分!（日本テレビ）
- ちびっこ何でもやりまショー（日本テレビ）
- ドン!アタック（TBS）
- コント55号のおとぼけ人間学（フジテレビ）
- テレビ浪曲道場（フジテレビ）
- みんなよっといで（フジテレビ）
- コント55号笑ってたまるか（NETテレビ）
- 23時ショー（NETテレビ）
- 明色（新）お笑いゲーム合戦（毎日放送）
- ぱあてえマエタケだ!（毎日放送）
- 歌謡スター紅白大運動会→オールスター紅白大運動会(TBS版)→新春オールスター大運動会（TBS）

### クイズ番組
- 世界の秘密（フジテレビ）
- 世界びっくりスペシャル（フジテレビ）

### 音楽番組
- ヤング・ミュージック・ショー（NHK総合）
- 全国テキに歌ァ!（日本テレビ）
- 奇想天外歌合戦（日本テレビ）
- スター誕生!（日本テレビ）
- 資生堂・サンデーヒットパレード（日本テレビ）
- トニーの外人歌合戦（読売テレビ・日本テレビ）
- ナウ・ナウ→尾崎紀世彦ショー ナウ・ナウ（毎日放送・NET）

### 教養・ドキュメンタリー番組
- 人間列島（NHK総合）
- セサミ・ストリート（NHK教育）
- 中学生の数学（モノクロ）（NHK教育）
- 中学生の広場（モノクロ）（NHK教育）
- おしゃべりゲーム それホント?→おしゃべりゲーム おとなの学校（TBS）

### トーク番組
- そこがききたい新婚さん（フジテレビ）

### 料理番組
- ごちそうさま（日本テレビ）

### 映画番組
- ゴールデン洋画劇場（フジテレビ）
- 洋画特別席（NETテレビ）
- 木曜映画劇場（日本テレビ）
- 土曜映画招待席（日本テレビ）

### スポーツ番組
ボウリング番組
ボウリング人気にあやかり、民放では以下5本ものボウリング番組が制作された。
- スターボウリング（日本テレビ）
- クイーンズ・ボウリング（TBS）
- ベスト・ペア・ボウル（毎日放送・NET）
- ストライクボウル（NETテレビ）
- 巨泉のチャレンジボウル（東京12チャンネル）

その他
- “スポーツバラエティ”土曜デポルテ（TBS）
- 芸能人オールスター夢の球宴（フジテレビ）

### その他
- 世界の詩・愛の旅（フジテレビ）
- トゥモロー（フジテレビ）

### 単発特別番組枠
- 火曜スペシャル（日本テレビ）
- 火曜ワイドスペシャル（フジテレビ）

### 既存番組のカラー化
- ヤング720（TBS）- この年は1月1・2・4・5の各日（第1299～1302回）と、3月31日～4月3日（番組終了）（第1375～8回）がカラー放送。
- 桂小金治アフタヌーンショー（NET）- 1月1日から[29]
- 土曜ショー（NET）- 1月2日から[30]
- ビジョン討論会（フジテレビ）- 1月3日から[10]
- 朝日新聞テレビ夕刊（NET）- 1月3日から[10]。これにより、NETの全ニュース番組のカラー放送化が完了。
- 金原二郎ショー（日本テレビ）- 1月4日から[31]
- 愛の劇場（TBS）- 1月4日（第13作『氷点』の第1回）から[31]
- ライオン奥様劇場（フジテレビ）- 第50作『大奥の女たち』（1月18日～2月26日放送）のみカラー放送（このシリーズ枠では初のカラー）[32]
- スタジオ102（NHK総合）- 3月8日から[33]
- 題名のない音楽会（NET）- 3月26日から[34]
- お昼のワイドショー（日本テレビ）- 3月29日から[15]
- ポーラテレビ小説（TBS）- 3月29日（第6作『お登勢』の第1回）から[15]
- みんなのうた（NHK総合）- 4月1日から[35][36]
- ママとあそぼう!ピンポンパン（フジテレビ）- 4月1日から[36]
- NHKのど自慢（NHK総合）- 毎年恒例のチャンピオン大会が1965年の放送からカラー（この年は4月4日放送）であるのを除けば、4月18日の静岡県裾野市の公開放送を最初に随時カラー放送を開始[37][注 17]、10月10日の埼玉県越谷市からは毎回カラー放送[52]。
- 明るい農村（NHK総合）- 4月5日から毎週月・水・金のみ[53]、10月4日から火・木も含め全面カラー化（一部例外でモノクロの場合あり）。
- こどもニュース（NHK総合）- 4月5日から[54]
- きょうの健康（NHK総合）- 4月6日から[注 18][55][56]
- ニュースの窓（NHK総合）- 4月7日から[注 19][57][58]
- 女性手帳（NHK総合）- 4月7日から[注 19][57][59]
- 春夏秋冬（日本テレビ）- 4月11日から[60]
- 10代とともに（NHK総合）- 4月13日から[61][62]
- うちのひと がっこうのひと（NHK教育）- 4月から[5]
- はたらくおじさん（NHK教育）- 4月から[5]
- ひらけゆく町（NHK教育）- 4月から[5]
- みんなの音楽（NHK教育）- 4月から[5]
- みんななかよし（NHK教育）- 4月から[5]
- たのしいきょうしつ（NHK教育）- 低学年向けのみ4月から[63]（高学年向けは2年後の1973年4月から[64]）
- サンテレビボックス席（サンテレビ）- 4月20日（甲子園球場での「阪神 対 ヤクルト」戦）から[18]
- ミユキ野球教室（日本テレビ）- 10月3日から[65]
- 中学生群像（NHK総合・名古屋放送局制作）- 10月3日から[3]
- 婦人百科（NHK総合）- 10月5日（火）放送の「茶の湯」（京都放送局制作）を最後に毎回カラー化[3]
- 日本ところどころ（NHK総合）- 10月10日から毎回[3]

#### ローカルニュースのカラー化
NHKのニュース全面未カラー化ローカル局の、カラーフィルム取材開始に伴う全面カラー化
- 8月1日:NHK金沢放送局[67]、NHK宮崎放送局
- 詳細時期不明（全て10月初旬まで開始）
  - 北海道管内:函館、室蘭、旭川、帯広、北見
  - 東北管内:青森、盛岡、山形、福島
  - 中部管内:福井
  - 大阪・近畿管内:京都
  - 中国管内:山口、松江、鳥取、米子
  - 四国管内:高知、徳島
  - 九州管内:北九州、佐賀、長崎、佐世保、大分、鹿児島

これにより、翌年日本に復帰する沖縄を除き、NHKの全国ニュース放送に於けるフィルム報道取材のカラー化が完了。（但し、多くの地方での中継車によるニュース生中継、沖縄県全域と沖縄を除く一部の県の支局のフィルム報道取材（ローカルニュース向けが中心）のカラー化の完了は翌1972年度となる。）
民放（兼：カラーフィルムによる取材開始）
- 1月1日:福島テレビ[69]
- 5月1日:富山テレビ放送[70]
- 11月11日:愛媛放送（後のテレビ愛媛）[71]